# Utetes castaneus
Utetes castaneus är en stekelart som först beskrevs av Granger 1949.  Utetes castaneus ingår i släktet Utetes och familjen bracksteklar. Inga underarter finns listade i Catalogue of Life.